# Agios Ioánnis Spáton
Agios Ioánnis Spáton (Agios Ioannis Spaton) är en ort i Grekland.   Den ligger i prefekturen Nomarchía Anatolikís Attikís och regionen Attika, i den sydöstra delen av landet, 23 km öster om huvudstaden Aten. Agios Ioánnis Spáton ligger 58 meter över havet och antalet invånare är 284.
Terrängen runt Agios Ioánnis Spáton är platt söderut, men norrut är den kuperad. Havet är nära Agios Ioánnis Spáton åt nordost.  Närmaste större samhälle är Ilioúpoli, 19,0 km väster om Agios Ioánnis Spáton. 